# Zoella
柔伊·伊莉莎白·薩格（英語：Zoe Elizabeth Sugg，1990年3月28日—），或簡稱柔伊·薩格（英語：Zoe Sugg），是一位英國時尚美妝YouTuber、Vlogger與作家。她以其YouTube頻道名稱Zoella最為人們熟知。她的處女作小說《Girl Online》於2014年11月出版，並打破Nielsen BookScan自1998年以來諸多紀錄，成為新人作家最高單週銷售量之紀錄保持人。

## 個人生活
Zoella有一位弟弟喬·薩格，他同時也是一位英國知名YouTuber，在Youtube上的名稱為ThatcherJoe。她在威爾特郡奇彭纳姆的拉考克出生並長大，曾就讀科舍姆藝術大學與其附屬中學，目前則定居於布萊頓。
Zoella目前與同為英國知名的YouTuber阿爾菲·德耶斯交往中，他的YouTube頻道名稱為PointlessBlog。

## 事業生涯
Zoella於2009年2月時創立她的博客，當時她在一家室內設計公司當學徒。在該年年底，博客已有一千多個追隨者，2015年9月，總訪問次數達5億4000萬。
2013，Zoella被任命為英國公民服務計劃的大使，為計劃宣傳新推出的青少年社會服務。次年她被任命為英國心理健康協會的首位「數碼大使」。

### YouTube
Zoella的YouTube主帳號「Zoella」（前名zoella280390）於2007年2月2日創立，主要為時尚與化妝品開箱影片。其頻道於2009年開始集中於時尚、美容和生活方式方面，當時Zoella在一家英國服裝零售商New Look裡工作。其次要頻道為「MoreZoella」，創建於2012年9月4日，主要為Vlog。Zoella同時亦是多頻道聯播網StyleHaul的成員與Gleam Futures的代表之一，因此Zoella偶爾會與其他YouTuber出現於Gleam Futures的管理者的YouTubeDaily Mix頻道中。與她合作的YouTuber包括阿爾菲·德耶斯、露易絲·彭特蘭、塔妮婭·伯爾、泰勒·奧克利、特洛伊·希文和格雷斯·赫爾比希等。
Zoella在社群媒體有一定影響力，《每日電訊報》於2013年稱他為「英國最具影響力的Tweeters」之一。截至2016年4月24日，Zoella的主頻道已有1,048萬訂閱者與7億2000萬觀看次數，次要頻道「MoreZoella」也有399萬訂閱者與4億300萬的觀看次數。Twitter與Instagram方面則分別有467萬和790萬的追隨者。

### 音樂
Zoella是慈善超級樂團Band Aid 30的成員之一，參與演唱為2014年西非伊波拉病毒疫情籌款的《他們知道現在是聖誕節嗎？》2014年版本。

### 電視出演
2014年7月，Zoella在英國獨立電視台的清談節目《放盪女性》中登場。之後她也在娛樂節目《今晨》出現，時間跟電視台和《放盪女性》一樣都是2014年7月與獨立電視台。2015年，Zoella獲邀請參加BBC的《大搞笑烤焗大賽》。
Zoella曾與The Slow Mo Guys和Vice新聞合作拍廣告，並於2014年9月25日開始在電視、印刷品和看板上刊登或播放。其中電視廣告會在英國3家電視台的黃金時段內播放。

### Zoella Beauty
Zoella在2014年9月推出了自己的品牌「Zoella Beauty」，開始推出多種美容用品。

## 批評
2014年12月，Zoella因在駕駛期間拍攝影片而被批評。倫敦警察廳的其中一位警員表示：「她這樣做很可能會造成人員傷亡。哪有人可以在眼睛不看馬路的情況下完全掌控車輛？」。Zoella的代言人回應道：「在拍片時，她都會專注在駕駛上。」

## 作品
- 《Girl Online（英语：Girl Online）》（2014）
- 《Girl Online: On Tour（英语：Girl Online: On Tour）》（2015）

## 獲獎與提名
| 年份 | 組織或獎項        | 類別                     | 結果 | 來源                 |
| ---- | ----------------- | ------------------------ | ---- | -------------------- |
| 2011 | 《柯夢波丹》      | 最佳美妝部落格獎         | 獲獎 | [ 42 ] [ 43 ] [ 44 ] |
| 2012 | 《柯夢波丹》      | 最佳美妝Volgger          | 獲獎 | [ 42 ] [ 43 ] [ 44 ] |
| 2013 | BBC廣播一台青年獎 | 英國最佳Volgger          | 獲獎 | [ 45 ]               |
| 2014 | BBC廣播一台青年獎 | 英國最佳Volgger          | 獲獎 | [ 45 ]               |
| 2014 | 兒童票選獎        | 英國最受歡迎Vlogger      | 獲獎 | [ 46 ]               |
| 2014 | 青少年選擇獎      | 最佳網路明星－時尚美妝類 | 獲獎 | [ 47 ] [ 48 ]        |
| 2015 | 青少年選擇獎      | 最佳網路明星－時尚美妝類 | 獲獎 | [ 49 ] [ 50 ]        |

## 外部連結
- 官方网站
- YouTube上的Zoella頻道
- Zoella的Facebook專頁
- Zoella的X（前Twitter）
- Zoella的Instagram帳戶
- Zoella在互联网电影资料库（IMDb）上的資料（英文）